# Columbiana (Alabama)
Columbiana ist ein Ort im Shelby County, Alabama, USA. Columbiana ist der County Seat des Shelby Countys. Der Ort hat eine Gesamtfläche von 39,4 km². 2020 hatte Columbiana laut Volkszählung des US Census Bureau 4452 Einwohner.

## Demographie
Nach der Volkszählung aus dem Jahr 2000 hatte Columbiana 3316 Einwohner, die sich auf 1260 Haushalte und 868 Familien verteilten. Die Bevölkerungsdichte betrug somit 84,3 Einwohner/km². 78,59 % der Bevölkerung waren weiß, 19,6 % afroamerikanisch. In 34 % der Haushalte lebten Kinder unter 18 Jahren. Das Durchschnittseinkommen betrug 34.054 Dollar pro Haushalt, wobei 11,5 % der Einwohner unterhalb der Armutsgrenze lebten.

## Kultur und Sehenswürdigkeiten
Ein Bauwerk in Columbiana ist im National Register of Historic Places („Nationales Verzeichnis historischer Orte“; NRHP) des National Park Service eingetragen (Stand 27. April 2021), die Columbiana City Hall.